# Сегментированное зеркало

Сопоставление размеров главных зеркал. Сегментированные зеркала обычно имеют шестиугольную форму, а сегменты располагают в виде сот.

Сегментированное зеркало — массив меньших зеркал, разработанный с учётом возможности их работы в виде единого зеркала. Сегменты могут быть как сферической формы, так и асимметричными (если сегменты должны стать частью параболического зеркала). Используется как объектив в крупных телескопах-рефлекторах. Все сегменты должны быть отполированы до точно заданной формы и выровнены с помощью контролируемой компьютером системы активной оптики с использованием актуаторов. 
Сама идея и необходимые технологии изначально разрабатывались под руководством Джерри Нельсона в Национальной лаборатории им. Лоуренса в Беркли и в Университете Калифорнии в 1980-х гг., и с тех пор распространились по всему миру до такой степени, что практически все будущие большие оптические телескопы планируются с использованием сегментированных зеркал.
В СССР технология обкатывалась на экспериментальном телескопе "Синтез", введенном в строй в Крымской астрофизической обсерватории в 1978м году.

## Применение

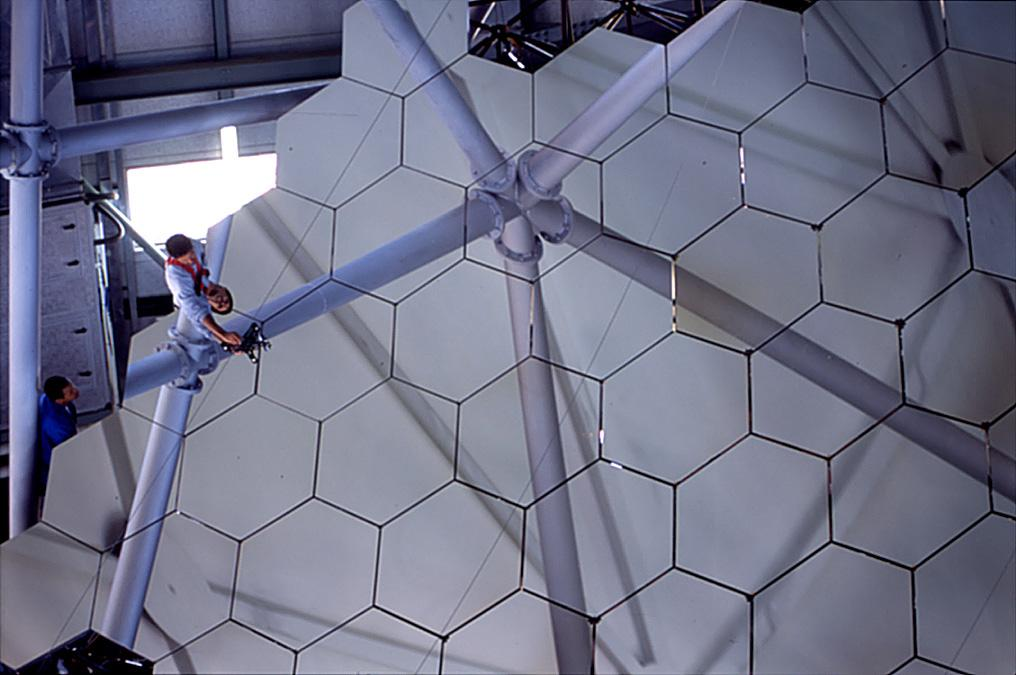
Сегментированное зеркало телескопа SALT.

Существует технологический предел для размеров главных зеркал, состоящих из единого куска стекла. Такие монолитные зеркала не могут быть крупнее примерно восьми метров в диаметре. Наиболее крупные используемые монолитные зеркала — главные зеркала Большого бинокулярного телескопа, каждое диаметром 8,4 метра. Использование сегментированного зеркала является ключевым моментом в разработке телескопов с большой апертурой. Использование монолитного зеркала крупнее 5 метров чрезвычайно дорого из-за стоимости как самого зеркала, так и поддерживающей его конструкции. Также более крупные зеркала будут существенно деформироваться под собственным весом при повороте телескопа, что изменит точную форму поверхности. Сегменты гораздо проще создавать, перевозить, устанавливать и поддерживать в заданном положении даже у крупных зеркал.
Сложностью использования сегментированных зеркал является необходимость задания точной, зачастую асимметричной формы сегментов, а также требование наличия управляемой компьютером системы монтирования. Также наличие сегментов приводит к появлению дифракционных эффектов в итоговом изображении. 

## Телескопы, использующие сегментированные зеркала

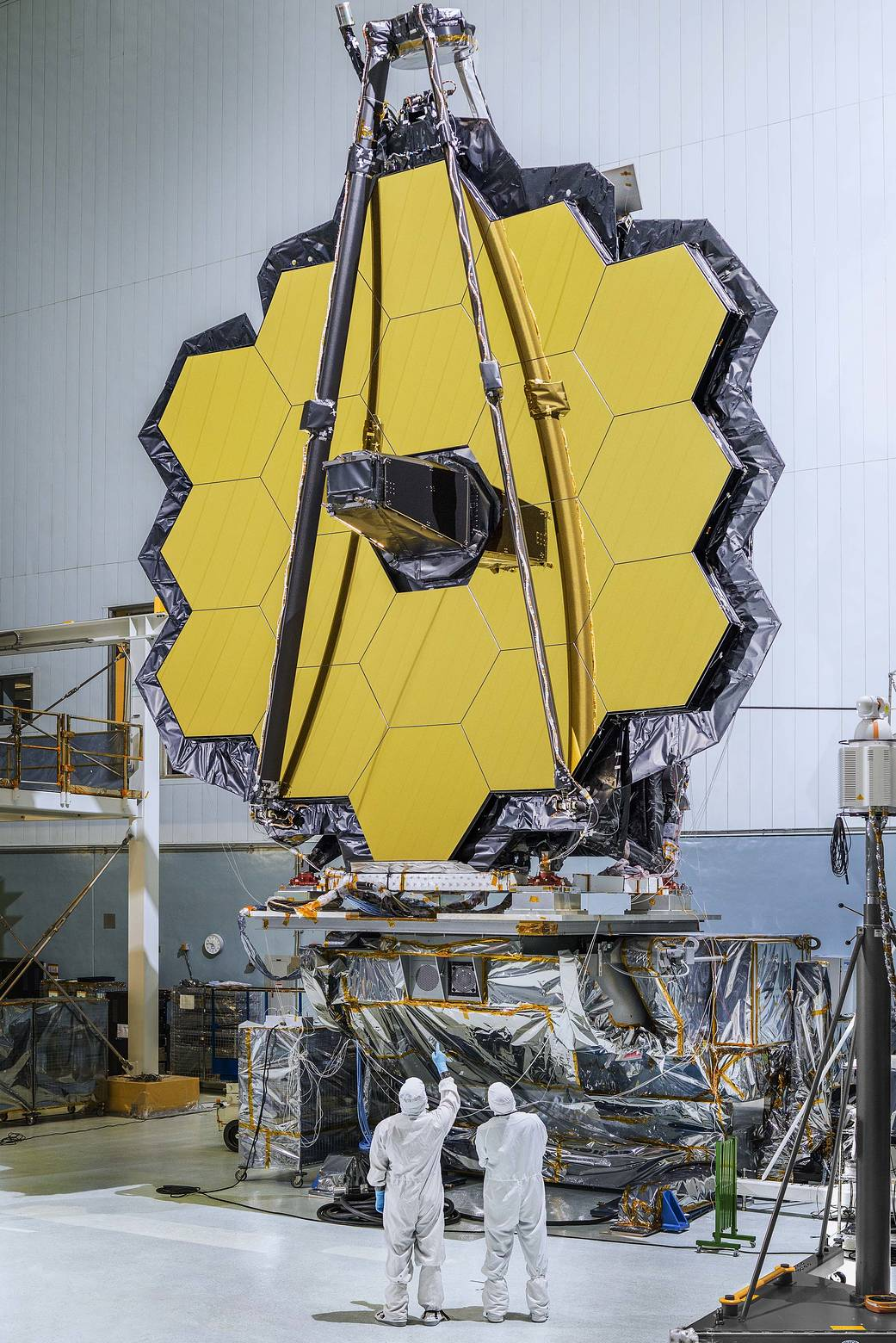
Сборка главного зеркала телескопа JWST

Многие среди крупнейших оптических телескопов мира используют сегментированные зеркала. Некоторые из таких телескопов представлены ниже. 
- Телескопы Кека

Два телескопа, являются наиболее известными среди инструментов обсерватории Мауна-Кеа, находятся на высоте 4145 метров вблизи вершины Мауна-Кеа на Гавайях, США. Оба телескопа оснащены 10-метровыми главными зеркалами.
- Телескоп Хобби-Эберли

Телескоп Хобби-Эберли является 9.2-метровым телескопом, расположенным в обсерватории Макдональд в Западном Техасе на высоте 2026 метров. Первичное зеркало состоит из 91 шестиугольного сегмента. Главное зеркало телескопа закреплено под углом 55 градусов и может вращаться вокруг основания. За объектом можно следить с помощью перемещения инструментов в фокусе телескопа, это позволяет наблюдать 70–81% неба, при этом отдельный объект можно наблюдать до двух часов.
- Большой южноафриканский телескоп (SALT)

SALT — 10-метровый телескоп, по большей части предназначенный для спектроскопических наблюдений. По своим свойствам похож на телескоп Хобби-Эберли, зеркало также состоит из 91 шестиугольного сегмента, каждый имеет размер около 1 метра, общие размеры зеркала составляют 11,1 м на 9,8 м.. Расположен поблизости от города Сазерленд в полупустынной области Кару в Южной Африке. Является инструментом Южноафриканской астрономической обсерватории — национальной обсерватории Южной Африки.
- Большой Канарский телескоп

Также называемый GranTeCan, обладает зеркалом из 36 сегментов. Главное зеркало имеет диаметр 10.4 метра, телескоп при этом является одним из крупнейших инструментов такого рода. GranTeCan находится в обсерватории Роке-де-лос-Мучачос на Канарских островах.
- LAMOST

Телескоп в провинции Хэбэй в Китае. Состоит из двух прямоугольных зеркал, составленных из 24 и 37 сегментов. Каждый шестиугольный сегмент имеет размер 1,1 метр.
- JWST

18 сегментов зеркала в основном были сделаны в 2011 году. Было решено сделать зеркало не цельным, а из складываемых сегментов, которые будут раскрыты на орбите, так как габариты цельного зеркала не позволили бы его разместить в ракете-носителе «Ариан-5». Размер каждого из 18 шестиугольных сегментов зеркала составляет 1,32 метра от ребра до ребра.